# Блу-Ривер (приток Ред-Ривера)
Блу-Ривер (англ. Blue River) — река на юге штата Оклахома (США), левый приток реки Ред-Ривер, которая, в свою очередь, является притоком Миссисипи. Длина реки Блу-Ривер составляет 216 км.

## География

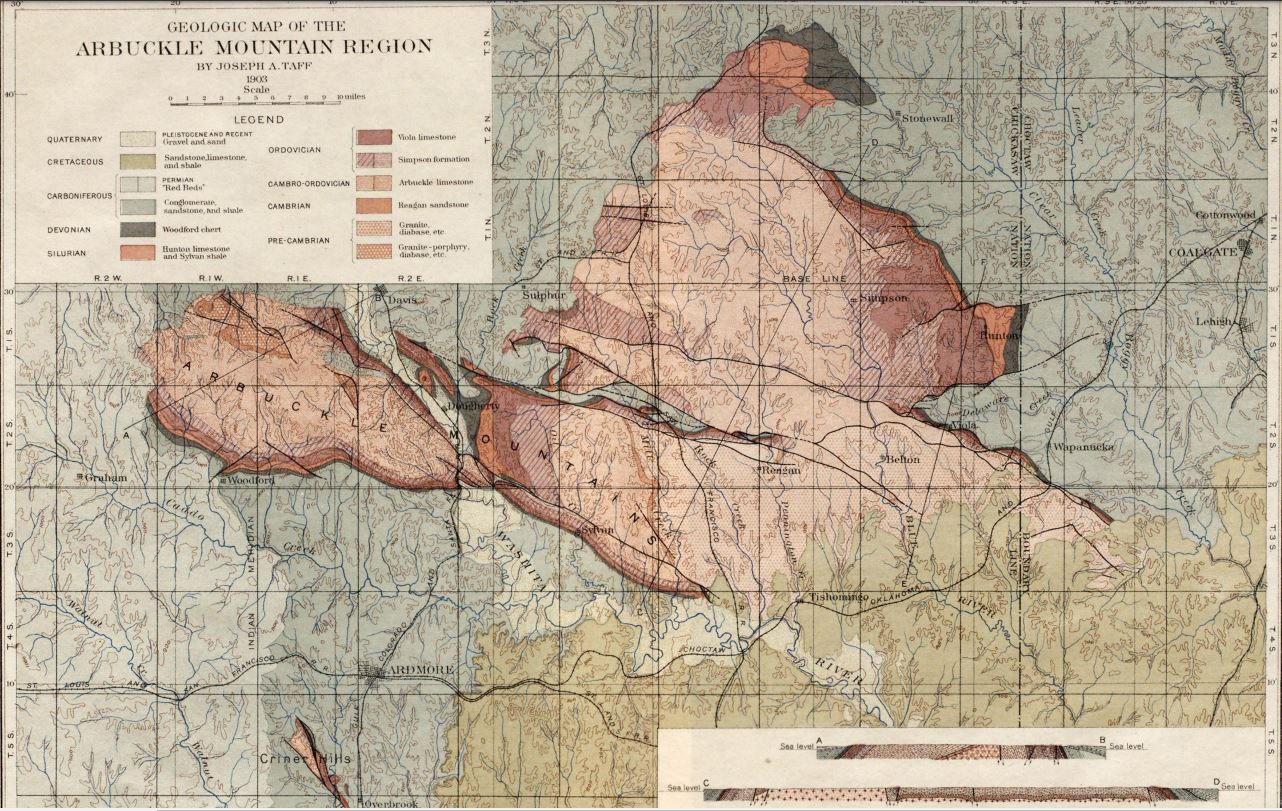
Геологическая карта гор Арбакл (река Блу-Ривер обозначена в правой части карты)

Исток реки Блу-Ривер находится в горах Арбакл, вблизи границы округов Марри и Понтоток (Оклахома), рядом с городом Рофф, на высоте около 393 м. После этого река течёт преимущественно в юго-восточном направлении, протекая по округам Понтоток, Джонстон и Брайан (Оклахома), а также по находящимся в этих округах индейским резервациям Чикасо-Нейшен и Чокто-Нейшен. Блу-Ривер впадает в реку Ред-Ривер на высоте 134 м.
Площадь водосборного бассейна реки Блу-Ривер — около 1751 км² (по другим данным — около 1774 км²). Длина бассейна составляет около 139 км, а максимальная ширина — около 23 км (в районе города Дьюрант).
Средний расход воды в реке Блу-Ривер вблизи населённого пункта Блу (Оклахома) — 8,83 м³/c (по усреднённым данным 1936—2013 годов).

## История
В 1862 году, во время Гражданской войны в США, генерал армии Конфедерации Альберт Пайк основал на берегу Блу-Ривера форт Мак-Каллок. Форт, в котором находилось более тысячи индейских воинов, был расположен в районе нынешнего города Кенефик. Боевые действия в районе форта не велись.
В 1967 году власти штата Оклахома приобрели 900 акров (около 3,64 км²) территории, прилегающей к реке, для создания резервата дикой природы (англ. wildlife management area) Блу-Ривер. К 2004 году территория резервата была увеличена до 3300 акров (около 13,4 км²).